# نادولول
نادولول (به انگلیسی: Nadolol) دارویی بتابلاکر غیراختصاصی است که در درمان فشار خون بالا و درد قفسه سینه کاربرد دارد. همچنین این دارو گاه در میگرن، اختلال بیش فعالی کم توجهی (ADHD) بالغین، ترموراولیه و پارکینسون نیز تجویز می‌شود.

## فارماکولوژی
این دارو یک بتابلاکر غیراختصاصی است و گیرنده‌های بتا-۱ و بتا-۲ را هم‌زمان مهار می‌کند. اثرات ای دارو عبارتند از:
کاهش فشار خون و کاهش ضربان قلب، انقباض عضلات صاف برونش (مانند آنچه که در آسم دیده می‌شود) و همچنین کاهش احتباس مایع در بدن. این دارو می‌تواند باعث افزایش تری گلیسرید و کاهش HDL خون شود.

## موارد کاربرد
- درمان فشار خون
- درمان طولانی مدت آنژین صدری
- از دیگر موارد مصرف این دارو که هنوز به تأیید FDA نرسیده‌اند می‌توان به این موارد اشاره کرد: میگرن، ترمور اولیه، اختلال بیش فعالی کم توجهی(ADHD) بالغین و پارکینسون.

## موارد منع مصرف
- افراد مبتلا به برادی کاردی
- بیماران مبتلا به نارسایی قلب یا سکته قلبی
- افراد مبتلا به آسم
- در افراد مبتلا به دیابت که تحت درمان با داروهای کاهنده قند خون هستند. در افراد مبتلا به دیابت بتابلاکرهای انتخابی بتا-۱ بر بتابلاکرهای غیرانتخابی ارجحیت دارند.

## ساختار شیمیایی

Four stereoisomers of nadolol

## عوارض جانبی
- برادی کاردی
- خستگی
- اسپاسم برونش